# Italo Simon
Italo Simon (Sassari, 16 agosto 1878 – Roma, 23 giugno 1966) è stato un farmacologo italiano.

## Biografia
Nel 1902 si laurea in Medicina e Chirurgia a Cagliari.
Dalla Sardegna arriva a Parma dove dal 1904 al 1917 esercita la professione di assistente medico e aiuto; pubblica il trattato Elementi di Farmacognosia nel 1912.
La prima guerra mondiale lo impegna come capitano medico e successivamente maggiore sul fronte alpino. Fu insignito di encomio solenne e croce di guerra. Per ricoprire l'incarico di professore dell'Istituto di Cagliari, fino al 1920, rientra in Sardegna e a Sassari diventa professore straordinario di materia medica e farmacologia sperimentale. Da Pavia, nel 1928 giunge a Padova dove per cinque anni sperimenta la ricerca chimica, fisica e studia le risposte biologiche ai farmaci, pubblicando il trattato Farmacologia nel 1930.
I lavori personali di ricerca sono oltre 200 su svariati argomenti di farmacologia e terapia, in particolare le ricerche sulle leggi che regolano la pressione osmotica degli organi.
Nel 1932 Simon rifiuta la tessera del regime fascista e sceglie di trasferirsi nell'Università di Pisa, dove da vicerettore pubblica il trattato Farmacoterapia o Farmacologia clinica nel 1938.
Il dopoguerra lo vede impegnato nel Partito Liberale come assessore all'igiene nel consiglio comunale di Pisa.
Dal 1953 per cinque anni prosegue la ricerca farmacologica nell'Istituto superiore di sanità.

## Opere
- Elementi di Farmacognosia, 1912.
- Farmacologia, 1930.
- Farmacoterapia o Farmacologia clinica, 1938.

## Intitolazioni
A Italo Simon sono state intitolate vie a Pisa nel quartiere Cisanello e a Sassari nel quartiere Luna e Sole.